# Nàiada asiàtica

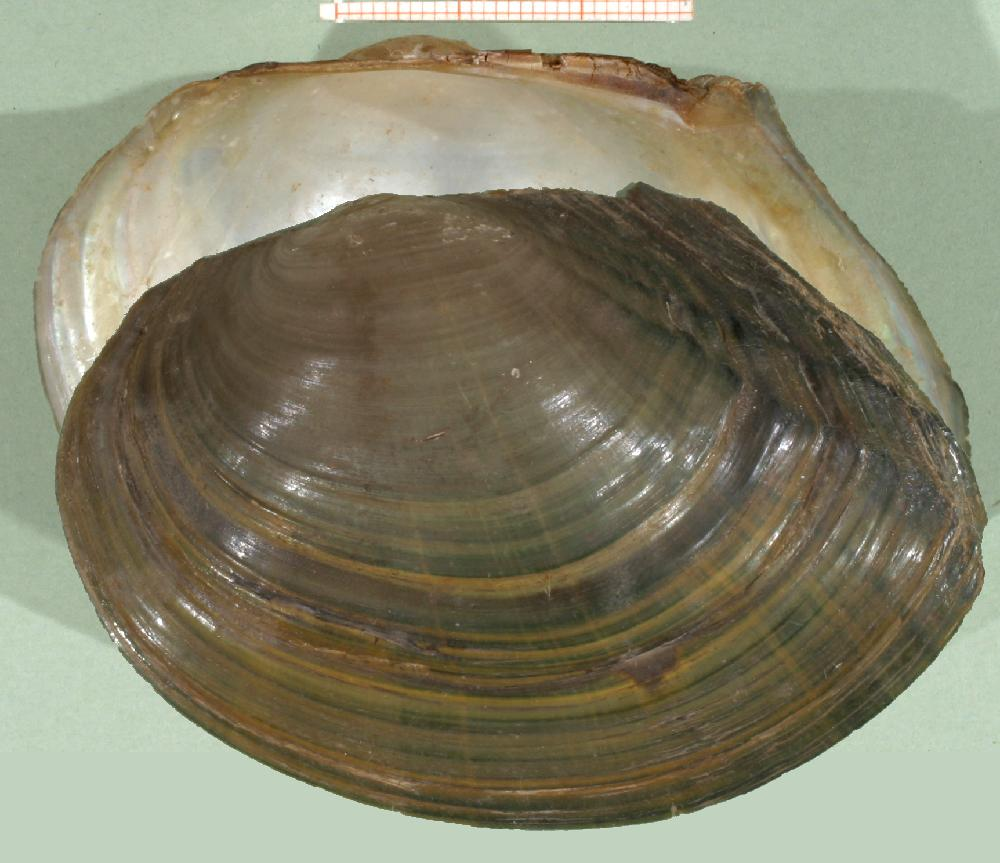
Conquilla de Sinanodonta woodiana.

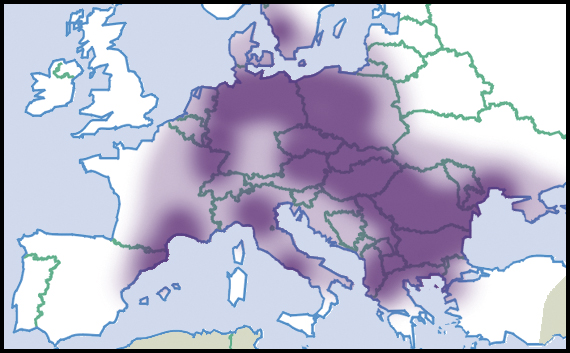
Expansió de Sinanodonta woodiana a Europa el 2012.

La nàiada asiàtica (Sinanodonta woodiana) és una espècie de mol·lusc bivalve d'aigua dolça de la família dels uniònids. Invasora a Catalunya, forma una amenaça per a les nàiades autòctones. Segons un estudi del 2007, la denominació Anodonta woodiana s'ha d'incloure en el gènere Sinanodonta woodiana.

## Descripció
Fa 100 a 170 mm × 120 a 200 m × 30 a 45 mm d'alçada, de forma el·líptica quasi rodona. Té una petxina de color negre o marró fosc, de vegades amb lluïssor verdós, d'un colorit molt variable, generalment més intens a la periferia. El marge inferior és còncau.
Durant la fase larvària esdevé un paràsit en l'epiteli de certes espècies de peixos. Ans al contrari d'altres uniònids, la S. woodiana no té gaire preferència en triar l'hoste, cosa que li dona un gran avantatge respecte a altres mol·luscs que són molt més selectius. Els peixos tenen un paper important en la dispersió de les larves.

## Hàbitat
Viu als grans rius de cabal lent o a llacs eutrofitzats, generalment mig colgat al fons.

## Distribució geogràfica
És endèmica a l'Àsia oriental, incloent el Japó. A Europa és considerada com una espècie invasora. Va ser introduïda involuntàriament amb peixes que van ser importats per controlar el creixement excessiu d'algues a estanys eutrofitzats. És l'uniònid probablement més exitós fora de la seva àrea de distribució original per l'acció de l'home, per la introducció de peixos amb interès comercial, que actuen com hostes de les larves.
A Catalunya forma una amenaça considerable per a les nàiades autòctones, com per exemple la nàiade auriculada de les quals malgrat la protecció, les poblacions retrocedeixen.